# Grootmoefti van Jeruzalem
De grootmoefti van Jeruzalem is de soennitische geestelijke die verantwoordelijk is voor de islamitische heilige plaatsen in Jeruzalem, waaronder de Al-Aqsamoskee. 
De functie werd in 1918 ingesteld door de Britse militaire regering onder leiding van Ronald Storrs. Kamil al-Hoesseini die eerder al moefti was onder de Ottomanen werd de eerst moefti in Brits-Palestina. Toen hij in 1921 overleed werd hij opgevolgd door Mohammad Amin al-Hoesseini. Met de stichting van de staat Israël en de daaropvolgende oorlog in 1948 en ten slotte de Jordaanse bezetting van Oost-Jeruzalem werd hij door de Jordaans koning Abdullah I van zijn functie ontheven. Hierop benoemde de Jordaanse koning Hussam Al-din Jarallah als zijn opvolger. Lang duurde het niet want in in 1953 stierf hij en werd hij door de Jordaanse Waqf opgevolgd door Saad al-Alami die tot 1993 de grootmoefti was. Na zijn overleden werd ontstond er een splitsing en werd hij kort opgevolgd door Abdul Qader Abdeen die door Jordanië was aangesteld en Ekrima Sa'id Sabri die door de Palestijnse Autoriteit was aangesteld. Deze functie bleef hij bekleden tot zijn overlijden in 2006. Sinds 2006 wordt de functie bekleed door Mohammed Ahmad Hussein, benoemd door de Palestijnse president Mahmoud Abbas.

## Lijst van grootmoefti's
- Mohammed Tahir al-Hoesseini, moefti van Jeruzalem, 1860-1908
- Kamil al-Hoesseini, moefti van Jeruzalem van 1908-1918, grootmoefti van 1918-1921
- Mohammad Amin al-Hoesseini, grootmoefti van Jeruzalem, 1921-1948
- Hussam Al-din Jarallah, grootmoefti van Jeruzalem, 1948-1954
- Saad al-Alami, grootmoefti van Jeruzalem, 1954-1993
- Sulaiman Ja'abari, moefti in Jordanië van 1948-1993, grootmoefti van Jeruzalem, 1993-1994
- Abdul Qader Abdeen, grootmoefti van Jeruzalem, 1994-1998
- Ekrima Sa'id Sabri, grootmoefti van Jeruzalem, 1994-2006
- Mohammed Ahmad Hussein, grootmoefti van Jeruzalem, 2006